# John Pickard (attore statunitense)
John Pickard (Lascassas, 25 giugno 1913 – Contea di Rutherford, 4 agosto 1993) è stato un attore statunitense.
Ha recitato in oltre cento film dal 1936 al 1974 ed è apparso in 110 produzioni televisive dal 1951 al 1987. È stato accreditato anche con i nomi Jack Pickard e John M. Pickard.

## Biografia
John Pickard nacque a Lascassas, in Tennessee, il 25 giugno 1913. Si diplomò al conservatorio di Nashville. Dal 1942 al 1946 fu utilizzato dalla Marina degli Stati Uniti come modello per i manifesti di reclutamento durante la seconda guerra mondiale. Aveva già fatto il suo debutto sul grande schermo nel 1936, non accreditato, nel film Maria di Scozia nel ruolo di un soldato che combatte contro Bothwell. Tornò a recitare dopo la guerra apparendo in ruoli di supporto in decine di film e serie televisive, tra cui produzioni dei generi western, drammatico e d'azione, prima di ottenere il ruolo da protagonista, quello del capitano Shank Adams, nella serie televisiva Boots and Saddles, ambientata in Arizona nel XIX secolo. Interpretò poi il ruolo del sergente maggiore Murdock in 12 episodi della serie televisiva Gunslinger nel 1961 e del generale Phil Sheridan in un episodio in tre parti della serie Branded nel 1966.
Nel corso della sua carriera è apparso numerose volte come guest star in decine di serie televisive degli anni 50, 60 e 70, tra cui quattro apparizioni in Perry Mason (tutti personaggi di funzionari di polizia), Lassie, Ben Casey, Ironside, Mission: Impossible e Cannon. Nel 1969 è apparso come Frank Ross in un film con John Wayne, Il Grinta. La sua ultima apparizione sullo schermo avvenne in un episodio del 1987 della serie della CBS Simon & Simon, andato in onda il 19 febbraio 1987, che lo vede nel ruolo di un amministratore di condominio. Morì nella contea di Rutherford, Tennessee, il 4 agosto 1993, ucciso da un toro nei pressi della sua casa di campagna.

## Filmografia

### Cinema
- Inferno nel deserto (Sundown), regia di Henry Hathaway (1941)
- La strega rossa (Wake of the Red Witch), regia di Edward Ludwig (1948)
- Malerba (City Across the River), regia di Maxwell Shane (1949)
- La furia umana (White Heat), regia di Raoul Walsh (1949)
- Gli ultimi giorni di uno scapolo (Once More, My Darling), regia di Robert Montgomery e Michael Gordon (1949)
- L'inafferrabile (Fighting Man of the Plains), regia di Edwin L. Marin (1949)
- Nursie Behave, regia di Jules White – cortometraggio (1950)
- Twilight in the Sierras, regia di William Witney (1950)
- Romantico avventuriero (The Gunfighter), regia di Henry King (1950)
- Le foglie d'oro (Bright Leaf), regia di Michael Curtiz (1950)
- David Harding, Counterspy, regia di Ray Nazarro (1950)
- Il bandito galante (The Great Jewel Robber), regia di Peter Godfrey (1950)
- Yvonne la francesina (Frenchie), regia di Louis King (1950)
- Katie Did It, regia di Frederick De Cordova (1950)
- Il sentiero degli Apaches (California Passage), regia di Joseph Kane (1950)
- Il passo degli apaches (Stage to Tucson), regia di Ralph Murphy (1950)
- Le vie del cielo (Three Guys Named Mike) (1951)
- I lancieri del Dakota (Oh! Susanna) (1951)
- L'odio colpisce due volte (Lightning Strikes Twice) (1951)
- Snake River Desperadoes (1951)
- La trappola degli indiani (Little Big Horn) (1951)
- Government Agents vs Phantom Legion (1951)
- Rommel, la volpe del deserto (The Desert Fox: The Story of Rommel) (1951)
- I figli della gloria (Fixed Bayonets!) (1951)
- Trail Guide (1952)
- Squilli al tramonto (Bugles in the Afternoon) (1952)
- L'impero dei gangster (Hoodlum Empire) (1952)
- Nessuno mi salverà (The Sniper) (1952)
- L'autocolonna rossa (Red Ball Express) (1952)
- Sound Off (1952)
- La strada dell'eternità (Glory Alley) (1952)
- Hellgate - Il grande inferno (Hellgate) (1952)
- Uragano su Yalù (Battle Zone) (1952)
- Back at the Front (1952)
- Altra bandiera (Operation Secret) (1952)
- Il prezzo del dovere (Above and Beyond) (1952)
- L'urlo della foresta (The Blazing Forest) (1952)
- Il diario di un condannato (The Lawless Breed) (1953)
- Il ritorno dei vendicatori (The Bandits of Corsica) (1953)
- Storia di tre amori (The Story of Three Loves) (1953)
- L'indiana bianca (The Charge at Feather River) (1953)
- La freccia insanguinata (Arrowhead) (1953)
- Tempeste di fuoco (Mission Over Korea) (1953)
- The Fighting Lawman (1953)
- Contrabbando a Tangeri (Flight to Tangier) (1953)
- La città spenta (Crime Wave) (1954)
- Bitter Creek (1954)
- Rose Marie (1954)
- La morsa si chiude (Loophole) (1954)
- La freccia nella polvere (Arrow in the Dust) (1954)
- Agguato al grande canyon (Massacre Canyon) (1954)
- Furia nera (Black Horse Canyon) (1954)
- Return from the Sea (1954)
- La bestia umana (Human Desire) (1954)
- Two Guns and a Badge (1954)
- Giungla umana (The Human Jungle) (1954)
- The Bob Mathias Story (1954)
- I sette ribelli (Seven Angry Men) (1955)
- Canne infuocate (Shotgun) (1955)
- Kentucky Rifle (1955)
- La rivolta dei seminole (Seminole Uprising) (1955)
- Francis in the Navy (1955)
- All'inferno e ritorno (To Hell and Back) (1955)
- Una tigre in cielo (The McConnell Story) (1955)
- Orizzonte di fuoco (Fort Yuma) (1955)
- Tutto finì alle sei (I Died a Thousand Times) (1955)
- Gunpoint: terra che scotta (At Gunpoint) (1955)
- La città corrotta (Inside Detroit) (1956)
- L'avventuriera di Bahamas (Flame of the Islands) (1956)
- Il cavaliere senza volto (The Lone Ranger) (1956)
- Crime Against Joe (1956)
- La stella spezzata (The Broken Star) (1956)
- Le 22 spie dell'Unione (The Great Locomotive Chase) (1956)
- Scialuppe a mare (Away All Boats) (1956)
- L'assassino della Sierra Nevada (A Strange Adventure) (1956)
- La terra degli Apaches (Walk the Proud Land) (1956)
- Web il coraggioso (Tension at Table Rock) (1956)
- La legge del Signore (Friendly Persuasion) (1956)
- La banda della frusta nera (The Black Whip) (1956)
- Io non sono una spia (Three Brave Men) (1956)
- Tamburi di guerra (War Drums) (1957)
- L'urlo del gabbiano (The Night Runner) (1957)
- Badlands of Montana (1957)
- Petrolio rosso (The Oklahoman) (1957)
- Jeff Blain il figlio del bandito (Outlaw's Son) (1957)
- Copper Sky (1957)
- L'agguato delle cinque spie (Ride a Violent Mile) (1957)
- The Power of the Resurrection (1958)
- Sono un agente FBI (The FBI Story) (1959)
- The Rookie (1959)
- Cimarron (1960)
- Gun Street (1961)
- Dangerous Charter (1962)
- La veglia delle aquile (A Gathering of Eagles) (1963)
- La più grande storia mai raccontata (The Greatest Story Ever Told) (1965)
- Country Boy (1966)
- Il bandito nero (Ride to Hangman's Tree) (1967)
- Panic in the City (1968)
- Un uomo chiamato Charro (Charro!) (1969)
- Il Grinta (True Grit) (1969)
- Chisum (1970)
- L'esecuzione... una storia vera (Act of Vengeance) (1974)

### Televisione
- Squadra mobile (Racket Squad) – serie TV, un episodio (1951)
- The Unexpected – serie TV, un episodio (1952)
- Le inchieste di Boston Blackie (Boston Blackie) – serie TV, 2 episodi (1952)
- The Ford Television Theatre – serie TV, un episodio (1952)
- The Range Rider – serie TV, un episodio (1953)
- Schlitz Playhouse of Stars – serie TV, un episodio (1953)
- Hopalong Cassidy – serie TV, un episodio (1954)
- Stories of the Century – serie TV, un episodio (1954)
- The Adventures of Kit Carson – serie TV, un episodio (1954)
- Cisco Kid (The Cisco Kid) – serie TV, 2 episodi (1953-1954)
- The Public Defender – serie TV, 2 episodi (1954-1955)
- Fireside Theatre – serie TV, 2 episodi (1952-1955)
- Scienza e fantasia (Science Fiction Theatre) – serie TV, episodio 1x11 (1955)
- The Man Behind the Badge – serie TV, un episodio (1955)
- Tales of the Texas Rangers – serie TV, un episodio (1955)
- Le avventure di Jet Jackson (Captain Midnight) – serie TV, episodi 1x11-2x07 (1954-1955)
- Cavalry Patrol – film TV (1956)
- Frida (My Friend Flicka) – serie TV, episodio 1x19 (1956)
- The 20th Century-Fox Hour – serie TV, episodio 1x10 (1956)
- Ford Star Jubilee – serie TV, un episodio (1956)
- Navy Log – serie TV, episodio 1x28 (1956)
- Dragnet – serie TV, un episodio (1956)
- Celebrity Playhouse – serie TV, episodio 1x33 (1956)
- Broken Arrow – serie TV, 2 episodi (1956)
- Avventure in elicottero (Whirlybirds) – serie TV, un episodio (1957)
- Le avventure di Rin Tin Tin (The Adventures of Rin Tin Tin) – serie TV, 3 episodi (1954-1957)
- Code 3 – serie TV, un episodio (1957)
- Sheriff of Cochise – serie TV, un episodio (1957)
- Il cavaliere solitario (The Lone Ranger) – serie TV, 7 episodi (1952-1957)
- Playhouse 90 – serie TV, un episodio (1957)
- Il sergente Preston (Sergeant Preston of the Yukon) – serie TV, 4 episodi (1955-1957)
- Official Detective – serie TV, un episodio (1958)
- Boots and Saddles – serie TV, 38 episodi (1957-1958)
- Yancy Derringer – serie TV, episodio 1x09 (1958)
- Rescue 8 – serie TV, episodio 1x13 (1958)
- Flight – serie TV, 4 episodi (1959)
- Carovane verso il west (Wagon Train) – serie TV, un episodio (1959)
- Lawman – serie TV, un episodio (1959)
- Tales of Wells Fargo – serie TV, 2 episodi (1957-1959)
- Avventure lungo il fiume (Riverboat) – serie TV, episodio 1x05 (1959)
- Furia (Fury) – serie TV, 2 episodi (1956-1959)
- Lo sceriffo indiano (Law of the Plainsman) – serie TV, episodio 1x05 (1959)
- Lassie – serie TV, 2 episodi (1955-1959)
- Man with a Camera – serie TV, un episodio (1959)
- Hotel de Paree – serie TV, un episodio (1959)
- Le leggendarie imprese di Wyatt Earp (The Life and Legend of Wyatt Earp) – serie TV, 4 episodi (1957-1959)
- Manhunt – serie TV, un episodio (1960)
- Johnny Ringo – serie TV, un episodio (1960)
- The Texan – serie TV, 2 episodi (1959-1960)
- Tightrope – serie TV, un episodio (1960)
- Wichita Town – serie TV, episodi 1x02-1x23 (1959-1960)
- Overland Trail – serie TV, un episodio (1960)
- Ricercato vivo o morto (Wanted: Dead or Alive) – serie TV, episodio 3x01 (1960)
- The Rebel – serie TV, 3 episodi (1960)
- Two Faces West – serie TV, un episodio (1960)
- The Westerner – serie TV, un episodio (1960)
- I racconti del West (Zane Grey Theater) – serie TV, 5 episodi (1957-1961)
- Sugarfoot – serie TV, episodio 4x07 (1961)
- The Rifleman – serie TV, un episodio (1961)
- Gunslinger – serie TV, 12 episodi (1961)
- Outlaws – serie TV, episodio 1x26 (1961)
- Miami Undercover – serie TV, un episodio (1961)
- Frontier Circus – serie TV, un episodio (1962)
- Empire – serie TV, un episodio (1962)
- Cheyenne – serie TV, un episodio (1962)
- L'ora di Hitchcock (The Alfred Hitchcock Hour) – serie TV, un episodio (1963)
- Ben Casey – serie TV, 2 episodi (1961-1963)
- Laramie – serie TV, 8 episodi (1959-1963)
- La legge del Far West (Temple Houston) – serie TV, un episodio (1963)
- Perry Mason – serie TV, 4 episodi (1958-1963)
- Ai confini della realtà (The Twilight Zone) – serie TV, episodio 5x12 (1963)
- Slattery's People – serie TV, un episodio (1965)
- Gli uomini della prateria (Rawhide) – serie TV, 11 episodi (1959-1965)
- Cavaliere solitario (The Loner) – serie TV, un episodio (1965)
- The Long, Hot Summer – serie TV, un episodio (1966)
- Branded – serie TV, 6 episodi (1965-1966)
- I sentieri del west (The Road West) – serie TV, episodio 1x06 (1966)
- Kronos - Sfida al passato (The Time Tunnel) – serie TV, episodio 1x08 (1966)
- Iron Horse – serie TV, 2 episodi (1966)
- Squadra speciale anticrimine (The Felony Squad) – serie TV, episodio 1x27 (1967)
- Hondo – serie TV, episodi 1x01-1x02 (1967)
- Daniel Boone – serie TV, 2 episodi (1965-1967)
- Due avvocati nel West (Dundee and the Culhane) – serie TV, un episodio (1967)
- Mannix – serie TV, un episodio (1967)
- La grande vallata (The Big Valley) – serie TV, 2 episodi (1967)
- Cimarron Strip – serie TV, episodio 1x13 (1967)
- Tarzan – serie TV, episodio 2x19 (1968)
- La terra dei giganti (Land of the Giants) – serie TV, un episodio (1968)
- Ironside – serie TV, 2 episodi (1968)
- Ai confini dell'Arizona (The High Chaparral) – serie TV, 2 episodi (1967-1969)
- Selvaggio west (The Wild Wild West) – serie TV, 4 episodi (1966-1969)
- Death Valley Days – serie TV, 13 episodi (1958-1969)
- Il virginiano (The Virginian) – serie TV, 6 episodi (1965-1969)
- L'immortale (The Immortal) – serie TV, un episodio (1970)
- Bonanza – serie TV, 2 episodi (1969-1971)
- Missione impossibile (Mission: Impossible) – serie TV, 2 episodi (1971-1972)
- Kung Fu – serie TV, un episodio (1973)
- Kojak – serie TV, un episodio (1973)
- Shootout in a One-Dog Town – film TV (1974)
- The Hanged Man – film TV (1974)
- Cannon – serie TV, un episodio (1974)
- Gunsmoke – serie TV, 12 episodi (1960-1975)
- La casa nella prateria (Little House on the Prairie) – serie TV, un episodio (1975)
- The Runaways – film TV (1975)
- Terrore a 12 mila metri (Mayday at 40,000 Feet!) – film TV (1976)
- Alla conquista del West (How the West Was Won)– miniserie TV, 2 episodi (1977)
- Kate Bliss and the Ticker Tape Kid – film TV (1978)
- I ragazzi di padre Murphy (Father Murphy) – serie TV, 2 episodi (1982)
- Simon & Simon – serie TV, 2 episodi (1985-1987)

## Doppiatori italiani
- Vinicio Sofia in I lancieri del Dakota
- Bruno Persa in Contrabbando a Tangeri